# The Templar Renegade Crusades
The Templar Renegade Crusades – drugie wydawnictwo wideo szwedzkiego zespołu Hammerfall. Kompilacja ta została wydana zarówno na kasecie VHS jak i na płycie DVD. Zawiera materiał z koncertów, studia nagraniowego i ze spotkań z fanami, teledyski, wywiady, itp.

## Spis treści
1. Intro
2. Hansen Studios
3. The Templar World Crusade Europe
4. The Templar World Crusade U.S.A.
5. The Templar World Crusade Japan
6. The Templar World Crusade South America
7. Let the Hammer Fall
8. I Believe
9. Breaking the Law
10. WireWorld Studios
11. Renegade (teledysk)
12. Album Launch
13. Always Will Be (teledysk)
14. Renegade World Crusade Europe
15. Renegade World Crusade South America
16. Wacken Open Air
17. Heeding the Call (wersja akustyczna)
18. Gold Album Party
19. A Legend Reborn (teledysk)
20. Outro

### Dodatkowy materiał na niektórych wydaniach
1. Renegade (wersja akustyczna)
2. Slaktmora
3. Castle Garden
4. Bed-Lam
5. Behind the Scenes of Renegade
6. Templars of Steel (tylko dźwięk)
7. Let the Hammer Fall (tylko dźwięk)
8. Renegade (tylko dźwięk)
9. HammerFall (tylko dźwięk)

## Twórcy
- Joacim Cans - śpiew
- Oscar Dronjak - gitara, śpiew
- Stefan Elmgren - gitara prowadząca
- Magnus Rosén - gitara basowa
- Anders Johansson - instrumenty perkusyjne
- Patrik Räfling - instrumenty perkusyjne (w utworach 2-6)